# Verbandsgemeinde Stromberg
Verbandsgemeinde Stromberg é uma associação municipal do estado da Renânia-Palatinado.